# Millsova bomba
Millsova bomba je popularno ime za seriju britanskih ručnih bombi (ručnih granata) koje su više od pedeset godina bile u uporabi.

## Razvoj
Millsovu bombu je 1915. godine razvio britanski dizajner William Mills iz Sunderlanda. Bomba je patentirana, razvijena i proizvedena 1915. godine u engleskoj tvornici Mills Munition Factory u Birminghamu. Iste godine ju je britanska vojska prihvatila kao standardnu ručnu granatu. Tamo je bomba označena kao No. 5.
Millsova bomba je doživjela brojne preinake. Tako je No. 23 (inačica od No.5) imala mogućnost montiranja i ispaljenja iz puške. Na temelju tog koncepta razvijen je kasniji No. 36, a konačni No. 36M je bio vodonepropusan te je u početku korišten 1917. godine na području vrućeg klimatskog prostora u Mezopotamiji. Do 1918. godine modeli No. 5 i No. 23 su proglašeni zastarjelima dok je No. 36 (ne i model No. 36M) proglašen zastarjelim 1932. godine.
Millsova bomba je klasičnog dizajna s tijelom u obliku ananasa od lijevanog željeza unutar kojeg se nalazi eksploziv i upaljač. Tijelo bombe je izrađeno tako da ona prilikom eksplozije stvori i rasprši fragmente. Tako je Millsova bomba služila kao obrambeno oružje gdje se korisnik odmah nakon njenog bacanja morao skloniti. Ručna granata je stvarala ubojit domet u krugu od 15 metara iako su se smrtonosni fragmenti mogli raspršiti i dalje od toga.
Kao eksplozivnu smjesu bomba je koristila baratol, tj. mješavinu TNT-a i barijevog nitrata.
Bomba je prvotno dizajnirana da fuzija aktivira eksploziv nakon sedam sekundi (koristeći ju kao ručnu granatu ili montirajući ju na pušku). Međutim, tijekom borbi u Francuskoj 1940. godine, pokazalo se da je sedam sekundi predugo vrijeme aktivacije tijekom kojeg neprijatelj može pobjeći od eksplozije ili uzeti bombu i baciti je natrag. Zbog toga je vrijeme aktivacije smanjeno na četiri sekunde.
Završetkom 2. svjetskog rata, modificiranu Millsovu bombu su usvojile oružane snage Velike Britanije i SAD-a. Tako je No. 36M Mk.I postao standardna ručna granata u britanskoj vojsci te se u zemlji proizvodila do 1972. godine kada ju je u potpunosti zamijenila serija bombi L2.
Mills 36M je ostao u službi u nekim dijelovima svijeta kao što su Indija i Pakistan gdje su se proizvodili do početka 1980-ih godina. O učinkovitosti Millsovih bombi govori podatak da je dugi niz godina bila u operativnoj službi te da je proizvedena u više od 70 milijuna primjeraka.

## Vanjske poveznice
- Millsova bomb (en.Wiki)